# Utricularia steyermarkii
Utricularia steyermarkii — вид рослин із родини пухирникових (Lentibulariaceae).

## Біоморфологічна характеристика
Пастки малорозгалужені (2–3). Розмір нижньої частки чашечки набагато менше верхньої частки. Шпора коротша за нижню губу.

## Середовище проживання
Цей вид відомий лише з невеликого регіону на півдні Венесуели, на Акопан-Тепуї та Серро-де-ла-Небліна. Регіон, в якому зустрічається цей вид, надзвичайно віддалений, а місцевість обривиста.
Цей вид зазвичай росте на суші серед мохів біля підніжжя скель і виступів.

## Використання
Вид культивується невеликою кількістю ентузіастів роду. Торгівля незначна.